# Telescopus beetzi
Espèce
Synonymes
- Tarbophis beetzi Barbour, 1922

Telescopus beetzi  est une espèce de serpents de la famille des Colubridae.

## Répartition
Cette espèce se rencontre :
- dans le sud de la Namibie ;
- dans le nord-ouest de l'Afrique du Sud.

## Description
L'holotype de Telescopus beetzi' mesure 220 mm dont 31 mm pour la queue.

## Étymologie
Cette espèce est nommée en l'honneur de Werner Beetz qui a collecté les premiers spécimens.

## Publication originale
- Barbour, 1922 : A new snake from Southwest Africa. Proceedings of the Biological Society of Washington, vol. 35, p. 229-230 (texte intégral).